# Leichtathletik-Weltmeisterschaften 2011/Teilnehmer (Cayman Islands)
| Gelbes Symbol für Goldmedaillen mit stilisierten Olympischen Ringen | Graues Symbol für Silbermedaillen mit stilisierten Olympischen Ringen | Braundes Symbol für Bronzemedaillen mit stilisierten Olympischen Ringen |
| ------------------------------------------------------------------- | --------------------------------------------------------------------- | ----------------------------------------------------------------------- |
| —                                                                   | —                                                                     | —                                                                       |

Der Leichtathletik-Verband der Cayman Islands stellte bei den Leichtathletik-Weltmeisterschaften 2011 im koreanischen Daegu einen Teilnehmer.

## Ergebnisse

### Männer

#### Laufdisziplinen
| Athlet        | Disziplin    | Vorlauf | Vorlauf | Halbfinale | Halbfinale | Finale        | Finale        |
| Athlet        | Disziplin    | Zeit    | Platz   | Zeit       | Platz      | Zeit          | Platz         |
| ------------- | ------------ | ------- | ------- | ---------- | ---------- | ------------- | ------------- |
| Ronald Forbes | 110 m Hürden | 13,54 s | 14      | 13,67 s    | 11         | ausgeschieden | ausgeschieden |